# Benidorm Club de Fútbol
Maillots
Le Benidorm Club de Fútbol était un club de football espagnol basé à Benidorm, fondé en 1964, et dissous en 2011.

## Histoire
Le club évolue à 19 reprises en Segunda División B (troisième division) : lors de la saison 1987-1988, puis de 1989 à 1997, ensuite lors de la saison 1998-1999, puis de 2000 à 2002, et enfin de 2004 à 2011. Il obtient son meilleur classement en Segunda División B lors de la saison 2007-2008, où il se classe quatrième du Groupe 3, avec 16 victoires, 11 nuls et 11 défaites.
Le club atteint à deux reprises les huitièmes de finale de la Copa del Rey : en 1992, où il est éliminé par le Sporting de Gijón, puis en 1999, où il est battu par le FC Barcelone.